# Lars-Åke Norling
Lars-Åke Valdemar Norling, född 1968, är en svensk ingenjör och företagsledare.
Norling är sedan 2019 verkställande direktör för banken Nordnet.